# 烏斯捷里基
48°7′38″N 24°59′24″E / 48.12722°N 24.99000°E
烏斯捷里基是烏克蘭的村落，位於該國西部伊萬諾-弗蘭科夫斯克州，由韋爾霍維納區負責管轄，處於切列莫什河畔，始建於1623年，面積8.29平方公里，海拔高度533米，2001年人口746，人口密度每平方公里474.51人。